# Hohewarte
Hohewarte ist eine Farm in der Region Khomas im zentralen Namibia. 

## Beschreibung
Die Farm liegt etwa 43 Kilometer südöstlich von Windhoek an der Hauptstraße C23 in circa 1.500 Metern über NN. In der Nähe befinden sich die Bismarckberge. Das Farmgelände mit einer Fläche von rund 10.000 Hektar durchquert der Olifants.
Die Farm liegt in hügeliger Dornbuschsavanne. Auf dem Gelände leben Oryxantilopen, Kudus, Zebras, Kuhantilopen und Steinböcke. Gelegentlich sind auch Geparde und Leoparde anzutreffen.

## Geschichte
In der deutschen Kolonialzeit war Hohewarte ab 1904 ein Platz mit Post- und Telegraphenstation. Im Aufstand der Herero wurde Hohewarte durch die Schutztruppe verteidigt. Heute (Stand April 2023) wird die Farm als touristische Unterkunft betrieben (Gästefarm).